# 第18太陽周期
第18太陽周期(Solar cycle 18)は、1755年に太陽黒点の活動が記録され始めてから18番目の太陽活動周期である。1944年2月から1954年4月まで10.2年続いた。太陽黒点の最大数は151.8個で、最小数は3.4個だった。合計約446日間にわたり黒点が現れなかった。